# Hystéroscopie

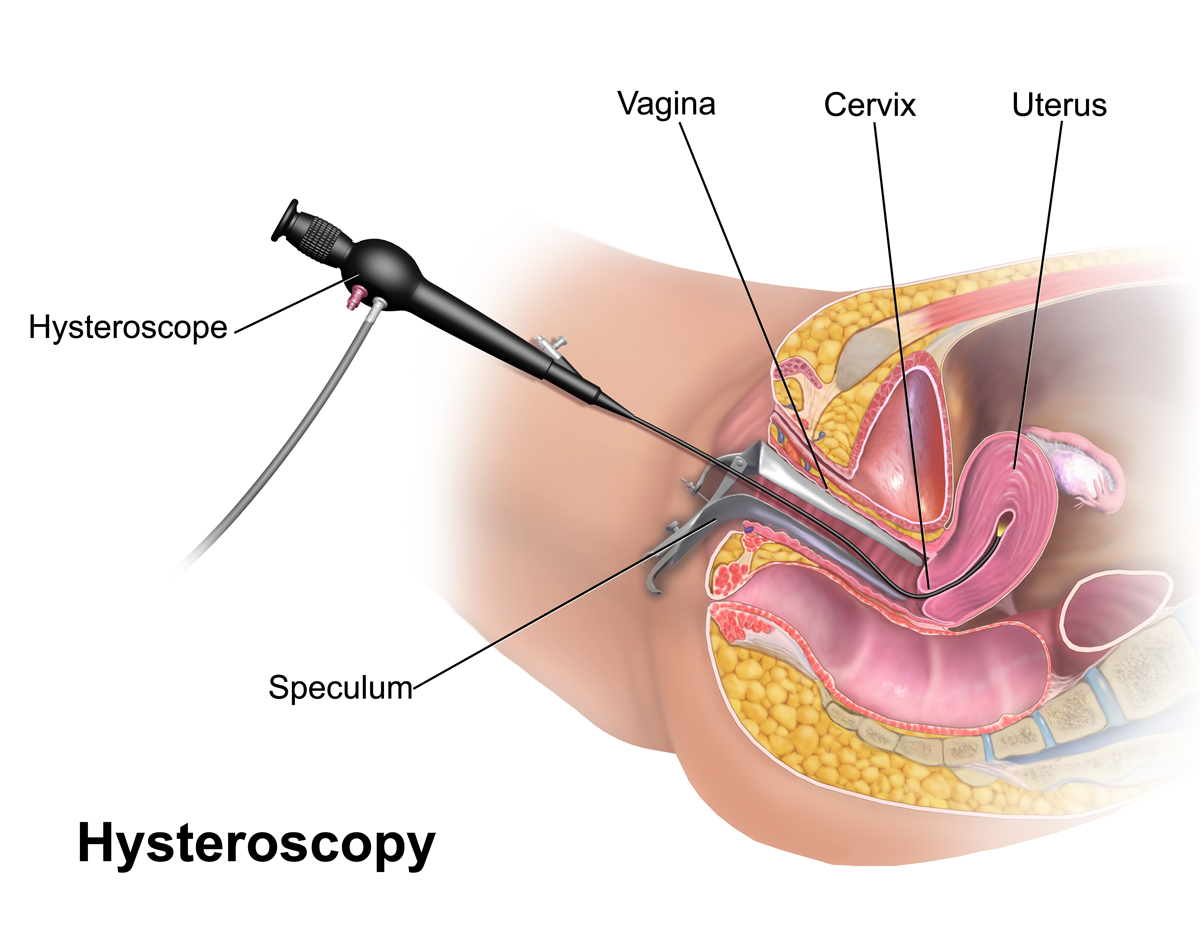
Schéma d'un examen hystérosopique.

Cet article concerne l'hystéroscopie diagnostique. Pour les autres significations, voir chirurgie hystéroscopique.
L'hystéroscopie est un examen qui permet de visualiser directement l'intérieur de l'utérus à l'aide d'un hystéroscope. Ainsi on peut explorer le canal cervical, la cavité utérine et sa muqueuse, l'endomètre ; et l'origine des trompes utérines.
Par défaut, le mot « hystéroscopie », sans autre précision, sous-entend l'hystéroscopie diagnostique.
Lorsque cette méthode est utilisée pour pratiquer dans le même temps une intervention chirurgicale dans l'utérus, on parle de chirurgie hystéroscopique.

## Principes
L’hystéroscopie consiste à examiner l’intérieur de l’utérus (hystéro = utérus, et scopie = « regarder » : « regarder dans l’utérus »), en introduisant un instrument appelé hystéroscope (il existe deux sortes d'hystéroscopes : l'hystéroscope rigide, constitué d’une optique (sorte de caméra longiligne contenant des lentilles et des prismes optiques) et d'une chemise externe qui permet l'arrivée et le retour d'un flux de liquide (du sérum physiologique, le plus souvent) ; et l'hystéroscope souple, constitué d'une gaine souple et d'un système de fibres optiques).
L’instrument est introduit par le col de l’utérus, il n’y a donc ni ouverture, ni cicatrice.
Le chirurgien a donc une vision directe du canal cervical et de la cavité utérine, grâce à l’optique qui est reliée à un « moniteur » (écran de télévision).
La cavité utérine est lavée en permanence pendant toute la durée de l’examen par un flux de liquide (du sérum physiologique) qui permet à la fois de distendre cette cavité pour avoir une bonne vision, et d’évacuer le sang.
L'hystéroscopie permet donc :
- D'explorer visuellement l'utérus, de déceler des anomalies, de préciser un diagnostic, et d'effectuer des prélèvements (biopsies): c'est l'hystéroscopie « diagnostique ».
- De réaliser des gestes chirurgicaux (résection de fibrome ou de polype, curetage, intervention sur d'autres anomalies de la muqueuse, section de cloison utérine, section de synéchie) : c'est l'hystéroscopie « opératoire », qualifiée également de chirurgie hystéroscopique, effectuée la plupart du temps sous anesthésie générale.

## Indications
Cet examen est indiqué dans les cas suivants :
- Anomalies du cycle menstruel : règles trop longues et abondantes (ménorragies) ; saignements anormaux entre les règles (métrorragies).
- Saignements utérins après la ménopause.
- Pathologie de la cavité utérine : fibrome, polype, cancer de la muqueuse utérine (endomètre), malformation utérine, synéchie utérine.
- Stérilité supposée d'origine utérine, et avortements à répétition.
- Dispositif intra-utérin (« stérilet ») dont les fils sont remontés dans la cavité utérine.

## Risques
L'hystéroscopie est un examen courant. Les risques liés à cet examen sont faibles, et dans la majorité des cas les suites sont indolores et simples.
Les complications rapportées dans la littérature médicale sont les suivantes :
- Perforation utérine, voire blessure d'un organe intra-abdominal (digestif ou urinaire), pouvant parfois conduire à la réalisation d'une cœlioscopie dans le même temps.
- Saignement important pouvant nécessiter une transfusion.
- De façon anecdotique : Risque vital ou séquelle grave (plutôt liée au risque anesthésique en cas d'anesthésie générale.